# Netuș

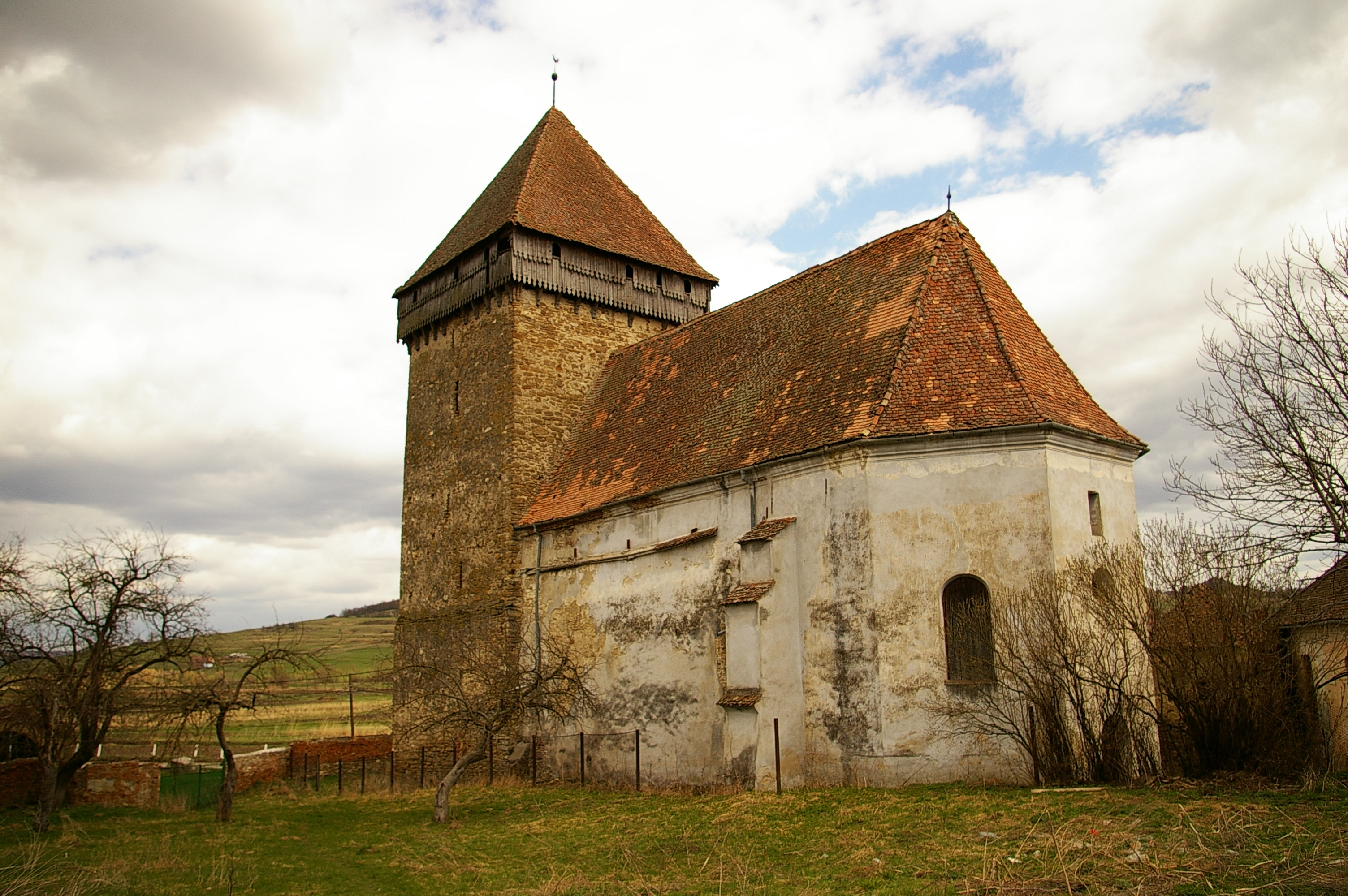
Die Kirchenburg von Neithausen

Netuș (deutsch Neithausen, ungarisch Netus) ist ein Dorf im Kreis Sibiu, in der Region Siebenbürgen in Rumänien. Es gehört administrativ zur Gemeinde Iacobeni (Jakobsdorf). Im Jahre 1309 wurde das Dorf erstmals urkundlich erwähnt.

## Nachbarorte
| Nou Săsesc | Apold                                       | Brădeni |
| Iacobeni   | Kompassrose, die auf Nachbargemeinden zeigt | Teline  |
| Ruja       | Hundrubechiu                                | Noiștat |

## Kirchenburg
Die 1448 erstmals erwähnte gotische Saalkirche von Neithausen wurde zunächst ohne Turm errichtet. Im Zuge der Befestigung um 1500 erhielt sie einen mächtigen Wehrturm über dem Chor und auf der Westseite einen zweiten Turm. Der Chor wurde zudem mit einer 2 Meter starken Mauer ummantelt und durch eine Wand vom Kirchenschiff abgetrennt. Der Zugang vom Schiff wurde durch eine Pforte mit Fallgatter gesichert. Zeitgleich wurde die Kirche mit einem Bering umgeben. Der Zugang zur Kirchenburg erfolgt über einen Torturm, der später als Burghüterwohnung genutzt wurde. Der Westturm der Kirche wurde im 19. Jahrhundert durch einen polygonalen Abschluss mit Orgelempore ersetzt. An der Ostwand befindet sich ein Kanzelaltar. 1770 wurde dieser von Johann Folbarth, einem Bildhauer und Maler aus Schässburg, errichtet. Im Chor haben sich die gotischen Gewölbe und weitere Details erhalten. Hierzu gehören die Sakramentsnische, das Sakristeiportal sowie bislang nicht gedeutete Malereifragmente.
Die Orgel wurde 1850 vermutlich von Emanuel Hradek gebaut. Sie befindet sich an der Westempore. Auf der Emporenbrüstung befindet sich folgende Inschrift: „Dem Andenken an Michael Lingner junior gewidmet von den Eltern Michael und Anna Lingner und seiner Gattin Sofia. Gestorben im Jahre 1874. Erneuert im Jahre 1933 durch die Adjuvanten.“
Im Rahmen eines EU-Projektes sollen 18 Kirchenburgen, darunter auch die Kirchenburg von Neithausen, saniert und für den Kulturtourismus erschlossen werden.